# تركي بن حسن الدهماني
تركي بن حسن الدهماني (1395 هـ/ 1975م- )، كاتب وباحث في الأدب والتاريخ من المملكة العربية السعودية، بدأ مشواره في الكتابة منذ سن الرابعة عشر من عمره. بلغت مؤلفاته 30 مؤلفاً من تحقيق للتراث الإسلام وتواليف في تراجم العلماء كالجاحظ والأصمعي وغيرهما وتراجم للصحابة والتابعين، له رواية واحدة عنوانها الأرض الطيبة، وديوان شعر نثري عنوانه أعجوبة القدر. 

## مؤلفاته
- سيدة نساء العالمين خديجة بنت خويلد (رضي الله عنها)[2]
- السابق إلى التصديق أبو بكر الصديق (رضي الله عنه)[3]
- أخبار الجاحظ[4]
- الأرض الطيبة - رواية[5]
- سيد التابعين سعيد بن جبير[6]
- أنس الغريب وأسوة الأديب[7]
- الزخرف القصري في مناقب الحسن البصري[8]
- السيرة المعطرة في مناقب أم المؤمنين عائشة (رضي الله عنها)[9]